# Vandalino

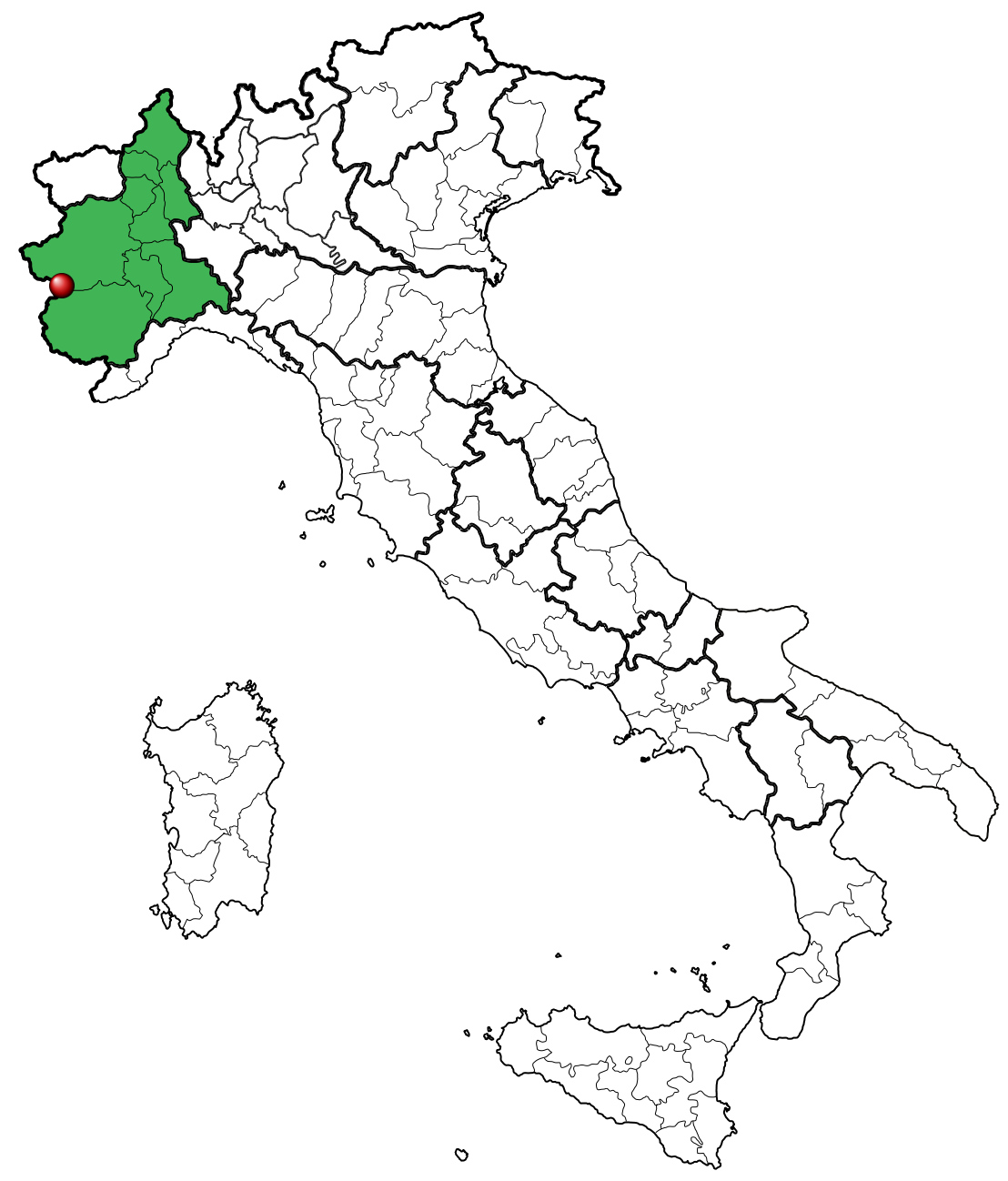
Localizzazione del percorso sul territorio italiano

Il Vandalino è un percorso situato nel comprensorio della Comunità Montana Val Pellice in Piemonte, utilizzato come circuito per gare motociclistiche della specialità trial, che prende il nome dal compreso Monte Vandalino.

## Storia
È utilizzato dal 23 luglio 1972 quando si tenne una gara internazionale organizzata dal Gentelmen's Motoclub, ma divenne celebre qualche anno dopo per aver ospitato, il 15 giugno 1975, la prima gara italiana valevole per il neonato Campionato mondiale Trial. Quella gara inaugurale, che prevedeva 2 giri sulle 20 zone del tracciato, fu vinta dal grande Martin Lampkin laureatosi campione del mondo a fine stagione.
Il tracciato è tuttora utilizzato e si tratta di uno dei pochi tracciati agonistici italiani adatto a questa particolare disciplina del motociclismo sportivo.